# Dasychira hyloica
Dasychira hyloica är en fjärilsart som beskrevs av Holland 1893. Dasychira hyloica ingår i släktet Dasychira och familjen tofsspinnare. Inga underarter finns listade i Catalogue of Life.